# Gandanameno fumosa
Gandanameno fumosa är en spindelart som först beskrevs av Carl Ludwig Koch 1837.  Gandanameno fumosa ingår i släktet Gandanameno och familjen sammetsspindlar. Inga underarter finns listade i Catalogue of Life.